# Инфраструктура железнице Србије
Инфраструктура железнице Србије је акционарско друштво за управљање јавном железничком инфраструктуром у Србији. Први генерални директор привредног Друштва за управљање железничком инфраструктуром "Инфраструктура железнице Србије" кога је предложила Влада Републике Србије је мр Горан Максић, дипломирани инжењер.

## Инфраструктура
Железничка пруга се на основу Закона о железници из 2013. категорише:
- магистрална пруга, од значаја за међународни и национални саобраћај
- регионалне пруге, од значаја за регионални и локални саобраћај и
- локална пруга, од значаја за локални саобраћај
- манипулативне пруге, од значаја за привредне субјекте.[3]

Влада Републике Србије исте године доноси и Уредбу о категоризацији железничких пруга.
Укупна дужина главних пролазних колосека у станицама и отвореним пругама у Србији је 4.093 km, од чега је: 3.526 km једноколосечних отворених пруга и 283 km двоколосечних отворених пруга.
Од тога електрифицирано је 1.279 km колосека отворене пруге са главним пролазним колосецима, 1000 km једноколосечних пруга и 279 km двоколосечних пруга.
Железничка мрежа у Србији се заснива на ширини колосека од 1.435 mm, а сви остали системи колосечних ширина су напуштени почевши од 1964. године.
Око 45% пруга у Србији има дозвољено осовинско оптерећење од 22,5 t, док је на 30% пруга то оптерећење испод 16 t.
Око 25% магистралних пруга железничке мреже у Србији налази се на Коридору X и његовим крацима - Xб и Xц.
У плану развоја железничке инфраструктуре тежиште представља Коридор X. После 2000. године урађени су пројекти реконструкције и модернизације пруга на овом коридору.

### Коридор X
Најважнија железничка мрежа кроз Србију је међународни „Коридор Х (Е70 и Е85)“ који је дуг 767 km и само 32% дужине коридора је двоколосечно, електротехничка опрема је технолошки застарела, а пруга Ниш - Димитровград није електрифицирана.
Тренутна комерцијална брзина је око 50 km/h. Потребна су велика улагања да би мрежа пруга била доведена на стандарде које захтева савремена железничка инфраструктура.
Магистралне пруге Коридора Х (Е70 и Е85) кроз Србију:
- Београд - Рума - Шид - Граница Хрватске
- Београд - Нови Сад - Врбас - Суботица - Граница Мађарске (грана коридора Xб ознака Е-85)
- Београд - Јагодина - Ниш (Е-70 и Е-85)
- Ниш - Лесковац - Врање - Прешево - Граница Северне Македоније (Е-85)
- Ниш - Пирот - Димитровград - Граница Бугарске (грана коридора Xц ознака Е-70)

Главни железнички чворови на „Коридору X“ кроз Србију:
- Железнички чвор Суботица
- Железнички чвор Нови Сад
- Железнички чвор Београд
- Железнички чвор Ниш

Дирекција за велике брзине УИЦ формирала је Географску Групу Југоисток Европе (13 држава) са задатком да на том простору афирмише пруге велике брзине.
Група Југоисток донела је закључак да модернизацију железничке инфраструктуре треба усмерити на пет приоритетних праваца од којих се три налазе у Мрежи пруга за велике брзине Европе (2001) Железничка мрежа „високих перформанси“ обухвата железничке пруге у региону југоисточне Европе, које ће бити оспособљене да омогуће стварање железничких веза високог квалитета а постигнут је Споразум о успостављању железничке мреже високе перформансе у југоисточној Европи (СЕЕЦП). Овај Споразум је ратификовала Скупштина Србије 2006. године. Циљ овог споразума је да се до 2020. године постигне уз одговарајућа улагања комерцијална брзина најмање 130 km/h, а минимална пројектована од 160-200+/-20 km/h.

### Коридор XI
Друга по важности железничка мрежа у Србији је међународни „Коридор XI“ који укључује два железничка правца.
Магистрална пруга Београд – Граница Црне Горе, ознаке Е–79, је једноколосечна електрифицирана пруга укупне дужине 287,4 km. Најдужи тунел на овом правцу у Србији је „Златибор“ 6169 m.
Магистрална пруга Београд – Вршац – Граница Румуније, ознаке Е–66, укупне дужине 104 километара. Деоница Београд центар – Панчево Главна је једноколосечна електрифицирана пруга дужине 15 km, а деоница Панчево Главна – Вршац је једноколосечна неелектрификована пруга дужине 80 km. Ова пруга је доброг стања јер је ремонтована 1986. године.
Обе магистрална пруге, поред Коридора X, су предвиђене за модернизацију.
Магистралне пруге „Коридора XI“ кроз Србију:
- Београд - Панчево - Вршац - Граница Румуније (Е-66)
- Београд - Ваљево - Ужице - Граница Црне Горе (Е-79)

### Регионална мрежа
Регионалне пруге кроз Србију су углавном умрежене са међународним Коридорима X и XI.
Главни регионални железнички чворови кроз Србију:
- Железнички чвор Сомбор
- Железнички чвор Зајечар
- Железнички чвор Зрењанин
- Железнички чвор Краљево

Сомборски железнички чвор се састоји од три главна регионална правца:
- Сомбор - Суботица (Коридор X)
- Сомбор - Врбас (Коридор X)
- Сомбор - Богојево - Оџаци - Нови Сад (Коридор X)

Зајечарски железнички чвор се састоји од три главна регионална правца:
- Зајечар - Неготин - Прахово Пристаниште (пловни Коридор VII)
- Зајечар - Књажевац - Ниш (Коридор X)
- Зајечар - Бор - Пожаревац - Мала Крсна (Коридор X)

Зрењанински железнички чвор се састоји од три главна регионална правца:
- Зрењанин - Вршац (Коридор XI)
- Зрењанин - Панчево (Коридор XI)
- Зрењанин - Чока - Суботица (Коридор X)

Краљевачки железнички чвор се састоји од четири главна регионална правца:
- Краљево - Чачак - Пожега (Коридор XI)
- Краљево - Крушевац - Сталаћ (Коридор X)
- Краљево - Крагујевац - Лапово (Коридор X)
- Краљево - Рашка - Звечан - Косово Поље - Скопље (Коридор Х)

### Остварени, текући и планирани пројекти
|   | пројекат                                                  | извор финансирања                           | вредност зајма          |  |
| - | --------------------------------------------------------- | ------------------------------------------- | ----------------------- |  |
| 1 | Ремонт и изградња другог колосека Стара Пазова - Нови Сад | Зајам Владе Руске федерације                | 840 милиона САД долара  |  |
| 2 | Изградња другог колосека Панчевачки мост - Панчево Главна | Зајам Владе Руске федерације                | 78 милиона САД долара   |  |
| 3 | Извођење радова на 6 деоница Коридора X у дужини 118 km   | Зајам Владе Руске федерације                | 840 милиона САД долара  |  |
| 4 | Ремонт и електрификација пруге Ниш - Димитровград         | Чешка екстерна банка                        | 120 милиона евра        |  |
| 5 | Ремонт и изградња другог колосека Нови Сад - Суботица     | Кинески инвестициони фонд за источну Европу | 10 милијарди САД долара |  |
| 6 | Радови на инфраструктури у станици Београд центар         | Кувајтски фонд за арапски економски развој  | 27,6 милиона евра       |  |

Крајем 2003. године завршени су капитални радови на ремонту деонице Кусадак – Велика Плана на „Коридору X“, на магистралној прузи Београд – Ниш, у дужини од 22 km. Извршен је ремонт горњег и доњег строја пруге, уграђени су нови путни прелази, савремене скретнице, извршен ремонт станичних колосека и реновирање станице у Смедеревској Паланци. Радови су финансирани кредитом Европске инвестиционе банке у висини 16,4 милиона евра.
Године 2005, завршен је капиталан ремонт једноколосечне деонице Чортановци – Сремски Карловци – Карловачки Виногради – Петроварадин на „Коридору X“, на магистралној прузи Београд – Нови Сад, у дужини од 15 km. Радови су финансирани кредитом Европске инвестиционе банке у висини 14 милиона евра. Током 2006. године завршена је обнова шест тунела и 19 мостова на прузи Ниш – Димитровград чиме је омогућен товарни профил возила „UIC C“ дуж целог железничког коридора X у Србији. Од 19 мостова, челичне конструкције на четири објекта и четири бетонска моста замењени су потпуно новим. Највећи стари мост на овој прузи код Станичења замењен је новом, 125 тона тешком и 42 m дугом конструкцијом, вредност радова износила је 270 милиона динара а финансирани су из кредита Европске инвестиционе банке (ЕИБ). Радници и стручњаци „АД Хидротехнике“ су успешно проширили свих шест тунела за 1 метар са обе стране, а висина им је повећана за 1,2 метра чиме је омогућено да овом пругом пролазе највећи „хукапак“ вагони. Вредност радова на тунелима износила је 150 милиона динара. Завршетком ових радова створени су услови за електрификацију пруге Ниш – Димитровград. Септембра 2007. године отворена је потпуно реконструисана железничка станица у Кикинди, у чију модернизацију је уложено 100 милиона динара. У периоду од 2008. до 2010. године извршена је реконструкција и модернизација деонице Батајница - Стара Пазова - Голубинци на „Коридору X“, на магистралној прузи Београд - Шид. Извршена је обнова левог и десног колосека између Батајнице и Нове Пазове, укупне дужине 13, 8 km, као и ремонт пет станичних колосека у Новој Пазови и седам станичних колосека у Старој Пазови. Поред тога, изграђен је нови десни колосек од станице Стара Пазова до станице Голубинци, у дужини од 9, 2 km, чиме је на читавој прузи између Београда и Шида успостављен двоколосечни саобраћај. На основу уговора са Сименсом и Телефонкаблом извршено је осавремењавање сигнално-сигуросних, електроенергетских и телекомуникацијских постројења, у висини од 5, 7 милиона евра.
Јануара 2011. године потписан је уговор о заједничким улагањем Железница Србије и Пошта Србије на постављању оптичких каблова дуж магистралних и главних пруга који ће се радити у три фазе у висини од 5, 33 милиона евра. Заједничким улагањем ИПА фонда Европске уније у висини 26,2 милиона евра и Републике Србије у висини 19,1 милиона евра започети су радови на изградњи моста на Дунаву у Новом Саду на месту порушеног „Жежељевог“, априла 2012. године. Мост ће бити дугачак 452 метра и имаће два колосека и две коловозне траке.
Фебруара 2011. године, на основу споразума „Железнице Србије“ и „Европске банке за обнову и развој“, у висини од 36,9 милиона евра, започети су радови, на изградњи нове двоколосечне пруге на Коридору X, за брзине од 160 km/h, на деоници у дужини од 10,5 km на прузи Београд - Ниш, од стајалишта Гиље преко Ћуприје до Параћина, као и изградња двоколосечног новог челичног моста на Великој Морави код Ћуприје распона 322 метра. Грађевински радови на прузи која укључује и изградњу 20 објеката, између осталог извршиће се потпуна реконструкција станице у Ћуприји, износиће 16,2 милиона евра. Електротехнички део радова износиће 11,85 милиона евра и у складу са Уговором са Сименсом биће постављање око 30 km контактне мреже, тако да ће електротехничка постројења на тој деоници омогућити брзине од 160 km на сат. Грађевински радови на мосту износиће 8,9 милиона евра.
Маја 2013. године, генерални директор „Железница Србије“ Драгољуб Симоновић и председница „Мађарских државних железница“ Илона Давид потписали су Меморандум о разумевању у Београду, који подразумева заједничку сарадњу на реализацији пројекта железничке пруге Београд – Будимпешта за просечну брзину 160 km/h, а из кредита Кинеског инвестиционог фонда. Пруга Београд – Будимпешта важи за најзначајнију у овом делу Европе. Крајем новембра 2013. године, на Самиту у Букурешту, премијери Србије, Кине и Мађарске, Ивица Дачић, Ли Кећанг и Виктор Орбан постигли су договор о заједничком пројекту модернизације железнице између Будимпеште и Београда. Уговор о изради Главног пројекта реконструкције и изградње двоколосечне пруге Стара Пазова – Нови Сад у вредности од 9 милиона долара потписали су генерални директор „Саобраћајног института - ЦИП“ Милутин Игњатовић и генерални директор руских државних железница „РЖД интернешнл“ Сергеј Павлов, 10. октобра 2014. године (Мансурбек Султанов - директор у руским железницама о пројектима у Србији). Пројекат је предвиђен да буде завршен у јуну 2015. године након чега би отпочели радови на модернизацији двоколосечне пруге који ће трајати 30 месеци, односно до почетака 2018. године. Реализацијом овог пројекта путовање возом од Београда до Новог Сада ће трајати 40 минута.
Уговор о кредиту од 25 милиона евра за реконструкцију железничке станице Београд центар у Прокопу потписали су 10. децембра 2012. године између Републике Србије и Кувајтског фонда за арапски економски развој председник Владе Србије Ивица Дачић и генерални директор фонда Абдулвахаб ал Бадар. Радови на реконструкцији железничке станице „Београд центар“ у Прокопу започели су 3. децембра 2014. године. Радовима је извршена реконструкција постојећег деветог и десетог колосека, изградња трећег, четвртог, седмог и осмог колосека, постављање електро-енергетске инсталације и телекомуникационих система у потходницима и на перонима, уградња информативног система за обавештавање путника, санирање хидроизолације, изградња четири трафо станице и др. Радове је након расписаног тендера изводио конзорцијум фирми окупљених око „Енергопројекта“, а пројекат је урадио „Саобраћајни институт ЦИП“. Радови су завршени у планираном року, 26. јануар 2016. године, а станицу „Београд Центра“ свечано је отворио председник Владе Александар Вучић, који је најавио да ће станица у потпуности бити завршена до 2018. године.
Јуна 2013. године потписан је Анекс бр. 1 између „Железница Србије“ и „Руских државних железница Интернешнел“, који предвиђа реконструкцију и модернизацију деонице магистралне пруге Београд центар – Вршац, од Панчевачког моста на Дунаву до Панчева Главне, у дужини од 15 km. Извршиће се реконструкција постојећег колосека, станица и моста на реци Тамиш, као и изградња електрифицираног другог колосека са пет нових мостова. На овој деоници биће изграђен мост преко реке Тамиш, дужине 242 метра, као и још четири моста дужине 12 m, а изградиће се и пет носача на Панчевачком мосту, како би мостом могла да саобраћају два воза истовремено. Вредност посла је око 91 милиона долара, од чега око 78 милиона долара обезбеђује из руског кредита, а око 13 милиона долара, односно 15% вредности кредита обезбедила је држава Србија. Радове је свечано отворио председник Србије Томислав Николић, 25. марта 2014. године. Извођач радова је „РДЖ Интернешенел“, ћерка-фирма Руске железнице, а подизвођач "Енергопројект нискоградња" из Београда, који би требало да окончају радове до краја 2016.
Јула 2013. године „Железнице Србије“ и кинеско предузеће „Хуавеј“ потписали су Оквирни споразум о изградњи Интегрисаног система телекомуникација у висини од 200 милиона евра, чији ће се радови изводити у неколико фаза. До 2018. године биће уложено 78 милиона евра у развој телекомуникационе инфраструктуре на магистралном Коридору X и XI, као и на пругама Панчево – Вршац и Пожега – Краљево – Лапово. Радови ће да обухватају полагање оптичких и бакарних каблова, постављање преносних, комутационих и информатичких система (информисање путника, видео надзор, визуелни информациони систем и сатни систем), пружних уређаја, локалне радио мреже, радио диспечерских система и ГСМ-Р.
На пругама у Србији долази до крађе шрафова и других делова опреме због којих железница трпи велике штете.
У присуству председника Русије Владимира Путина и председника Србије Томислава Николића, 16. октобра 2014. године, у Београду потписан је Анекс бр. 2.1 уговора о реконструкцији три деонице „Коридора X“, укупне дужине 65,7 km, а укупна вредност радова је 48,7 милиона долара. Уговор су потписали директор Друштва за инфраструктуру „Железница Србије“ Горан Максић и Сергеј Павлов генерални директор „РДЖ Интернешнл“. Овим уговором предвиђена је реконструкција деонице Рума - Голубинци (17,9 km), Сопот Космајски - Ковачевац (18,4 km) и Мала Крсна - Велика Плана (29,4 km). Грађевински материјал за извођење радова набављен је из кредита „Европске банке за обнову и развој“ са седиштем у Лондону и вредност тог материјала износи око 18,5 милиона долара, тако да је укупна вредност инвестиције око 67 милиона долара. На тим деоницама ће бити враћене пројектоване брзине возова од 120 km на сат, док се сада возови на њима крећу свега између 30 и 50 km на сат. Већину радова ће изводити „Руске железнице“, док 35% поверено домаћој грађевинској оперативи. „Руске железнице“ дотерале су специјализоване грађевинске машине, које чекају да започну радове на првој деоници Рума - Голубинци крајем 2014. године.
Железничка мрежа у Србији се заснива на ширини колосека од 1.435 mm, а сви остали системи колосечних ширина су напуштени почевши од 1964. године. Око 45% пруга у Србији има дозвољено осовинско оптерећење од 22,5 t док је на 30% пруга то оптерећење испод 16 t.
Укупна дужина главних пролазних колосека у станицама и отвореним пругама у Србији је 4.093 km, од чега је 3.526 km једноколосечних отворених пруга и 283 km двоколосечних отворених пруга. Од тога електрифицирано је 1.279 km колосека отворене пруге са главним пролазним колосецима, 1000 km једноколосечних пруга и 279 km двоколосечних пруга.
Око 25% магистралних пруга железничке мреже у Србији налази се на Коридору X и његовим крацима-Xб и Xц. У плану развоја железничке инфраструктуре тежиште представља Коридор X.

## Железничке пруге

### Магистралне пруге
| Редни број | Пун назив железничке пруге                                                                                 | Дужина пруге у километрима | Број колосека | Електрификација                       | Повезане пруге | Напомене                      |
| ---------- | --- | -------------------------- | ------------- | ------------------------------------- | --- | ----------------------------- |
| 1          | Београд – Стара Пазова – Шид – државна граница – (Товарник)                                                | 121 km и 950 m             | 2             | Да                                    | Повезана са магистралним пругама 2, 10, 12, 21, 25, регионалном пругом 9 и локалном пругом 14; наставља се на пругу М105 у Хрватској према Загребу.                                                  | Део Европске пруге Е70        |
| 2          | Београд – Младеновац – Лапово – Ниш – Прешево – државна граница – (Табановце)                              | 400 km и 452 m             | 1/2           | Да                                    | Повезана са магистралним пругама 1, 3, 5, 7, 11, 16, 17, 18, 21, 22, 29, 30, 31, 32 и регионалном пругом 18; наставља се на пругу у Македонији према Скопљу и Грчкој.                                | Део Европских пруга Е70 и Е85 |
| 3          | (Београд) – Раковица – Јајинци – Мала Крсна – Велика Плана                                                 | 99 km и 706 m              | 1             | Да                                    | Повезана са магистралним пругама 2, 20, 27 и регионалним пругама 14 и 15. | Део Европских пруга Е70 и Е85 |
| 4          | (Београд) – Стара Пазова – Нови Сад – Суботица – државна граница – (Kelebia)                               |                            | 1             | Да                                    | Повезана са магистралним пругама 1, 9, 25, 26, регионалним пругама 1, 3, 5, 6, 7, локалним пругама 1, 2, 8, 9, и манипулативном пругом 1; наставља се на пругу 150 у Мађарској према Будимпешти.     | Део Европске пруге Е85        |
| 5          | Ниш–Димитровград – државна граница – (Драгоман)                                                            | 103 km и 930 m             | 1             | Не                                    | Повезана са магистралним пругама 2 и 32, наставља се на пругу у Бугарској према Софији. | Део Европске пруге Е70        |
| 6          | Београд центар – Панчево главна станица – Вршац – државна граница – (Stamora Moravita)                     | 98 km и 314 m              | 1             | Мањи део пруге од Београда до Панчева | Повезана са магистралним пругама 10, 11, 22, 24, регионалним пругама 2, 4, , локалним пругама 17, 18, 19, 23 и манипулативним пругама 2, 3 и 4; наставља се на пругу 922 у Румунији према Темишвару. | Део Европске пруге Е66        |
| 7          | (Београд)–Ресник–Пожега–Врбница – државна граница – (Бијело Поље)                                          | 287 km и 438 m             | 1             | Да                                    | Повезана са магистралним пругама 2, 14 и регионалним пругама 11 и 13; наставља се на пругу у Црној Гори према Подгорици и Бару.                                                                      | Део Европске пруге Е79        |
| 8          | Лапово – Краљево – Лешак – Косово Поље – Ђенерал Јанковић – државна граница – (Волково)                    |                            | 1             | Не                                    | Повезана са магистралном пругом 2, регионалним пругама 11, 12, 18, 21, 22; наставља се на пругу у Македонији према Скопљу.                                                                           | Део Европске пруге Е85        |
| 9          | Суботица – Богојево – државна граница – (Ердут)                                                            |                            | 1             | Не                                    | Повезана са магистралном пругом 4, регионалну пругу 5, локалне пруге 8, 10 и манипулативним пругама 7, 8 и 9; наставља се на пругу Р104 у Хрватској према Скопљу.                                    | Део Европске пруге Е771       |
| 10         | Београд центар – Нови Београд                                                                              |                            | 2             | Да                                    | Повезује магистралне пруге 1, 6 и 11. |                               |
| 11         | Београд центар – Распутница Г – (Раковица)                                                                 |                            | 2             | Да                                    | Повезана са магистралним пругама 2, 6, 10 и 24. |                               |
| 12         | Београд Ранжирна „А” – Остружница – Батајница                                                              |                            | 1             | Да                                    | Повезује магистралну пругу 1 са магистралним пругама 13, 15 и 18. |                               |
| 13         | Београд Ранжирна „Б” – Остружница                                                                          |                            | 1             | Да                                    | Повезује магистралне пруге 12, 15 и 17. |                               |
| 14         | Београд Ранжирна „А” – Распутница „Б” – Распутница „К/К1 – Ресник                                          |                            | 1             | Да                                    | Повезује магистралну пругу 2 са магистралним пругама 15 , 18 и 20. |                               |
| 15         | Остружница – Распутница „Б” – (Распутница „К/К1”)                                                          |                            | 1             | Да                                    | Повезује магистралне пруге 12, 13 и 14. |                               |
| 16         | Београд Ранжирна „Б” – Распутница „Р” – Распутница „А” – (Ресник)                                          |                            | 1             | Да                                    | Повезује магистралне пруге 2, 13, 17, 18. |                               |
| 17         | (Београд Ранжирна „Б”) – Распутница „Р” – Раковица                                                         |                            | 1             | Да                                    | Повезује магистралне пруге 2 и 16. |                               |
| 18         | Београд Ранжирна „А” – Распутница „Т” – Раковица                                                           |                            | 1             | Да                                    | Повезује магистралне пруге 2, 12, 14 и 16. |                               |
| 19         | Београд Ранжирна „Б” – Распутница „Т” – (Раковица)                                                         |                            | 1             | Да                                    | Повезује магистралне пруге 13 и 18. |                               |
| 20         | везни колосек на подручју Распутнице „К/К1”: (Распутница „Б”) – скретница „К” – скретница „К1” – (Јајинци) |                            | 1             | Да                                    | Повезује магистралне пруге 3 и 14. |                               |
| 21         | Топчидер – Распутница Савски мост – (Нови Београд)                                                         |                            | 1             | Да                                    | Повезује магистралне пруге 1 и 2. |                               |
| 22         | Топчидер – Београд спољна – Београд Дунав – Распутница Панчевачки мост                                     |                            | 1             | Не                                    | Повезује магистралне пруге 2, 6 и 23. |                               |
| 23         | обилазни колосек станице Београд Спољна: (Топчидер)–Блок 1 „Обала”–Блок 2 „Прелаз”–(Београд доњи град)     |                            | 1             | Не                                    | Повезује магистралне пруге 2, 22 и манипулативну пругу 13. |                               |
| 24         | (Распутница Панчевачки мост)– Распутница Карађорђев парк – Распутница Дедиње –(Распутница Г)               |                            | 2             | Да                                    | Повезује магистралне пруге 6 и 11. |                               |
| 25         | Инђија–Голубинци                                                                                           |                            | 1             | Да                                    | Повезује магистралне пруге 1 и 4. |                               |
| 26         | Нови Сад – Нови Сад Ранжирна – Распутница Сајлово                                                          |                            | 1             | Да                                    | Повезује магистралну пругу 4 и регионалну пругу 7. |                               |
| 27         | обилазни колосек станице Мала Крсна: (Колари) – одвојна скретница 1 – одвојна скретница 28 – (Осипаоница)  |                            | 1             | Да                                    | Обилазни колосек магистралне пруге 3. |                               |
| 28         | Распутница Лапово Варош – Лапово ранжирна–Лапово                                                           |                            | 2             | Да                                    | Обилазни колосек магистралне пруге 2. |                               |
| 29         | Трупале – Ниш ранжирна – Међурово                                                                          |                            | 1             | Да                                    | Повезује магистралне пруге 2, 30 и 31. |                               |
| 30         | Црвени крст – Ниш ранжирна                                                                                 |                            | 1             | Да                                    | Повезује магистралне пруге 29 и 2. |                               |
| 31         | Ниш – Распутница мост – (Ниш ранжирна)                                                                     |                            | 1             | Да                                    | Повезује магистралне пруге 29 и 2. |                               |
| 32         | Спојни колосек станице Ниш: (Црвени крст)–одвојна скретница 2 – одвојна скретница 4 – (Ћеле кула)          |                            | 1             | Не                                    | Повезује магистралне пруге 2 и 5. |                               |

### Регионалне пруге
| Редни број | Пун назив железничке пруге                                                                                          | Дужина пруге у километрима    | Број колосека | Електрификација                           | Повезане пруге | Напомене |
| ---------- | --- | ----------------------------- | ------------- | ----------------------------------------- | --- | -------- |
| 1          | Суботица–Хоргош – државна граница – (Röszke)                                                                        | 23 km и 325 m                 | 1             | Не                                        | Повезана са магистралном пругом 4 и локалном пругом 3; наставља се на пругу 136 у Мађарској према Сегедину.                                         |          |
| 2          | Панчево Главна станица – Зрењанин – Кикинда – државна граница – (Jimbolia)                                          |                               | 1             | Не                                        | Повезана са магистралном пругом 6, регионалним пругама 3, 4, 6 и 8 и локалним пругама 15 и 17; наставља се на пругу 919 у Румунији према Темишвару. |          |
| 3          | Банатско Милошево–Сента–Суботица                                                                                    | 76 km и 685 m                 | 1             | Не                                        | Повезана са магистралном пругама 4, регионалном пругом 1, локалном пругом 20 и манипулативном пругом 5.                                             |          |
| 4          | Панчево Варош–Распутница 2а–(Јабука)                                                                                | 1 km и 539 m                  | 1             | Не                                        | Повезује магистралну пругу 6 и регионалну пругу 2.                                                                                                  |          |
| 5          | Нови Сад–Оџаци–Богојево                                                                                             | 76 km и 685 m                 | 1             | Не                                        | Повезана са магистралним пругама 4 и 9 и локалним пругама 11 и 12.                                                                                  |          |
| 6          | (Нови Сад)–Распутница Сајлово–Римски шанчеви–Орловат стајалиште                                                     |                               | 1             | Не                                        | Повезана са магистралном пругом 4, регионалним пругама 2 и 8 и локалним пругама 5,6 и 7.                                                            |          |
| 7          | Нови Сад Ранжирна – Сајлово Распутница                                                                              |                               | 1             | Не                                        | Повезана са магистралним пругама 4 и 26. |          |
| 8          | Орловат – Распутница 1а – (Лукићево)                                                                                |                               | 1             | Не                                        | Повезана са регионалним пругама 2 и 6. |          |
| 9          | Рума – Шабац – Распутница Доња Борина – државна граница – (Зворник Нови)                                            | 33 km и 695 m + 68 km и 685 m | 1             | Не                                        | Повезана са магистралном пругом 1, регионалном пругом 10, и локалном пругом 13; наставља се у Босни и Херцеговини на пругу Зворник-Тузла.           |          |
| 10         | (Платичево)–Распутница 1–Распутница 3 – (Штитар)                                                                    |                               | 1             | Не                                        | Повезана са регионалном пругом 9. |          |
| 11         | Сталаћ – Краљево – Пожега                                                                                           |                               | 1             | Део пруге од Краљева до Пожеге            | Повезана са магистралним пругама 2, 7 и 8 и регионалним пругама 12 и 13.                                                                            |          |
| 12         | спојни колосек станице Краљево: (Матарушка Бања) – одвојна скретница број 72 – одвојна скретница број 73 – (Адрани) |                               | 1             | Не                                        | Повезује магистралну пругу 8 и регионалну пругу 11.                                                                                                 |          |
| 13         | спојни колосек станице Пожега: (Узићи) – одвојна скретница број 53 – одвојна скретница број 54 – (Драгачево)        |                               | 1             | Да                                        | Повезује магистралну пругу 7 и регионалну пругу 11.                                                                                                 |          |
| 14         | Смедерево – Мала Крсна                                                                                              |                               | 1             | Да                                        | Повезана са магистралном пругом 3 и регионалном пругом 15.                                                                                          |          |
| 15         | Мала Крсна – Бор–Распутница 2 – (Вражогрнац)                                                                        |                               | 1             | Мањи део пруге од Мале Крсне до Пожаревца | Повезана са магистралном пругом 3, регионалним пругама 14, 16 и 17, и локалном пругома 21.                                                          |          |
| 16         | Црвени крст – Зајечар–Прахово пристаниште                                                                           | 185 km и 079 m                | 1             | Не                                        | Повезана са магистралном пругом 2 и регионалним пругама 15 и 17.                                                                                    |          |
| 17         | (Рготина) – Распутница 3 – Распутница 1 –(Трнавац)                                                                  |                               | 1             | Не                                        | Повезује регионалне пруге 15 и 16. |          |
| 18         | Дољевац – Кастрат – Косово Поље                                                                                     |                               | 1             | Не                                        | Повезана са магистралним пругама 2 и 8 и регионалним пругама 19 и 20.                                                                               |          |
| 19         | Куршумлија – Кастрат                                                                                                | 2 km и 320 m                  | 1             | Не                                        | Повезује регионалне пруге 18 и 20. |          |
| 20         | (Барлово) – Распутница 1 – Куршумлија                                                                               |                               | 1             | Не                                        | Повезује регионалне пруге 19 и 20. |          |
| 21         | Косово Поље – Метохија–Пећ                                                                                          |                               | 1             | Не                                        | Повезана са магистралном пругом 8, регионалном пругом 22 и локалном пругом 24.                                                                      |          |
| 22         | Косово Поље Теретна – Распутница 1 – (Дреница)                                                                      |                               | 1             | Не                                        | Повезује магистралну пругу 8 и регионалну пругу 21.                                                                                                 |          |

### Локалне пруге
| Редни број | Пун назив железничке пруге                                                                | Дужина пруге у километрима | Број колосека | Електрификација | Повезане пруге | Напомене |
| ---------- | ----------------------------------------------------------------------------------------- | -------------------------- | ------------- | --------------- | -------------- | -------- |
| 1          | Суботица – Суботица фабрика                                                               |                            |               |                 |                |          |
| 2          | Суботица – Суботица болница                                                               |                            |               |                 |                |          |
| 3          | Кањижа – Хоргош                                                                           |                            |               |                 |                |          |
| 4          | Нови Сад – Нови Сад ложионица                                                             |                            |               |                 |                |          |
| 5          | (Подбара) –Распутница 3 – Распутница 2 – (Каћ)                                            |                            |               |                 |                |          |
| 6          | (Римски шанчеви) – Распутница 1 – Распутница 3 – (Подбара)                                |                            |               |                 |                |          |
| 7          | Римски шанчеви – Бечеј                                                                    |                            |               |                 |                |          |
| 8          | Врбас – Сомбор                                                                            |                            |               |                 |                |          |
| 9          | Петроварадин – Беочин                                                                     |                            |               |                 |                |          |
| 10         | Апатин Фабрика – Стрилић – Сомбор                                                         |                            |               |                 |                |          |
| 11         | Бач – Каравуково                                                                          |                            |               |                 |                |          |
| 12         | Бачка Паланка – Гајдобра                                                                  |                            |               |                 |                |          |
| 13         | (Брасина) – Распутница Доња Борина – Зворник Град                                         |                            |               |                 |                |          |
| 14         | Шид – Сремска Рача Нова – државна граница – (Бијељина)                                    |                            |               |                 |                |          |
| 15         | Кикинда – Банатско Аранђелово                                                             |                            |               |                 |                |          |
| 16         | Сечањ – Јаша Томић                                                                        |                            |               |                 |                |          |
| 17         | Зрењанин Фабрика – Вршац–Бела Црква                                                       |                            |               |                 |                |          |
| 18         | Панчево Варош – Панчево Војловица                                                         |                            |               |                 |                |          |
| 19         | (Уљма)–Распутница А – Распутница Б – (Јасеново)                                           |                            |               |                 |                |          |
| 20         | спојни колосек станице Сента: (Чока) – одвојна скретница 22 – одвојна скретница 23–(Ором) |                            |               |                 |                |          |
| 21         | (Пожаревац)– Распутница Сопот Пожаревачки - Костолац                                      |                            |               |                 |                |          |
| 22         | Марковац – Ресавица                                                                       |                            |               |                 |                |          |
| 23         | Овча – Падинска Скела                                                                     |                            |               |                 |                |          |
| 24         | Метохија - Призрен                                                                        |                            |               |                 |                |          |

### Манипулативне пруге
| Редни број | Пун назив железничке пруге                                     | Дужина пруге у километрима | Број колосека | Електрификација | Повезане пруге                                             | Напомене |
| ---------- | -------------------------------------------------------------- | -------------------------- | ------------- | --------------- | ---------------------------------------------------------- | -------- |
| 1          | Бечеј – Врбас                                                  |                            | 1             | Не              | Повезује магистралну пругу 4 са локалном пругом 7.         |          |
| 2          | Вршац – Вршац Вашариште                                        |                            | 1             | Не              | Повезана са магистралном пругом 6 и регионалном пругом 17. |          |
| 3          | Алибунар – Селеуш                                              |                            | 1             | Не              | Повезана са регионалном пругом 6.                          |          |
| 4          | Владимировац – Ковин                                           |                            | 1             | Не              | Повезана са регионалном пругом 6.                          |          |
| 5          | Чока – Нови Кнежевац                                           |                            | 1             | Не              | Повезана са регионалном пругом 3.                          |          |
| 6          | Кикинда – Метанолско сирћетни комплекс (км 6+413)              |                            | 1             | Не              | Повезана са регионалном пругом 2 и локалном пругом 15.     |          |
| 7          | Богојево – Дунавска обала                                      |                            | 1             | Не              | Повезана са магистралном пругом 9.                         |          |
| 8          | (Сомбор)–Распутница Стрилић–Бачки брег                         |                            | 1             | Не              | Повезана са локалном пругом 10.                            |          |
| 9          | Сомбор – Риђица                                                |                            | 1             | Не              | Повезана са магистралном пругом 9.                         |          |
| 10         | (Вишњићево) – Распутница Рача – Сремска Рача                   |                            | 1             | Не              | Повезана са локалном пругом 14.                            |          |
| 11         | Параћин – Стари Поповац                                        |                            | 1             | Не              | Повезана са магистралном пругом 2.                         |          |
| 12         | Сурчин – Јаково Бечмен                                         |                            | 1             | Не              | Повезана са магистралном пругом 12.                        |          |
| 13         | (Београд спољна) – км 2+290 одвојна скретница – Фабрика шећера |                            | 1             | Не              | Повезана са магистралним пругама 21, 22.                   |          |